# Deutsche Stiftungsakademie
Die Deutsche Stiftungsakademie gGmbH (bis 2020 Deutsche StiftungsAkademie GmbH) ist eine gemeinnützige Weiterbildungseinrichtung in Berlin für Mitarbeiter in Stiftungen und gemeinnützigen Organisationen. Gegründet wurde sie 1998 in Bonn als Joint Venture vom Bundesverband Deutscher Stiftungen und dem Stifterverband für die Deutsche Wissenschaft.
Hauptziel der Deutschen Stiftungsakademie ist die Professionalisierung der Stiftungsarbeit durch Weiterbildung und Qualifizierung von Mitarbeitenden, Führungskräften, Organmitgliedern, Verwaltern, Aufsichtsbeamten und Beratern in Stiftungen und anderen gemeinnützigen Organisationen sowie von Personen, die mit dem Stiftungswesen verbunden sind.

## Aktivitäten
Die Deutsche Stiftungsakademie bietet in Berlin und anderen deutschen Städten Seminare und Lehrgänge im Präsenz- und Online-Format an. Seit 2007 kann mit dem Absolvieren der entsprechenden Zertifizierungslehrgänge und dem Ablegen einer Prüfung das Zertifikat „Stiftungsmanager/in (DSA)“ bzw. „Stiftungsberater/in (DSA)“ erworben werden. Diese Abschlüsse, die auch von anderen Bildungseinrichtungen vergleichbar angeboten werden, definieren Qualifizierungsstandards im Stiftungswesen und ergänzen andere Ausbildungen beim Einstieg oder der individuellen Weiterentwicklung insbesondere im Non-Profit-Arbeitsmarkt. In den Seminaren und Lehrgängen werden die Themen Stiftungsmanagement, Stiftungs- und Stiftungssteuerrecht, Kommunikation, Personal und Führung, Organisationsentwicklung, Rechnungslegung und Controlling, Fundraising, Gründungsberatung, Strategie- und Themenentwicklung sowie Digitalisierung behandelt. Seit 2020 betreibt die Deutsche Stiftungsakademie für ihre digitalen Formate eine eigene Moodle-Lernplattform.

## Organisation
Die Deutsche Stiftungsakademie wird zu gleichen Teilen von den beiden Gesellschaftern Bundesverband Deutscher Stiftungen und Stifterverband für die Deutsche Wissenschaft mit seinem Deutschen Stiftungszentrum getragen. Die Geschäftsstelle zog 1999 von Bonn nach Berlin. Neben der Gesellschafterversammlung und der Geschäftsführung verfügt die Deutsche Stiftungsakademie über einen Beirat aus Vertreterinnen und Vertretern des Stiftungssektors. Derzeitiger Geschäftsführer ist Dr. Gereon Schuch.

## Alumni
Absolventen der Zertifizierungslehrgänge verstehen sich als Alumni der Deutschen Stiftungsakademie und haben in mehreren deutschen Städten regionale Alumnigruppen sowie ein bundesweites Netzwerk gegründet, das regelmäßig Konferenzen zum Austausch und zur inhaltlichen Weiterbildung organisiert.